# Либерти (округ, Флорида)
Ли́берти (англ. Liberty county) — округ штата Флорида Соединённых Штатов Америки. На 2000 год в нем проживало 7021 человек. По оценке бюро переписи населения США в 2008 году население округа составляло 7957 человек. Окружным центром является город Бристол.
У округа Либерти самая низкая численность населения, а также плотность населения среди всех округов Флориды, хотя по данным переписи 2000 года в нём проживало всего на одного человека меньше, чем в округе Лафейетт. Около половины территории округа занимает Национальный Лес Апалачикола.

## История
Округ Либерти был сформирован в 1855 году. Своё название он получил от одного из национальных идеалов Америки — свободы (англ. liberty — свобода).